# 에마뉘엘 카레르
에마뉘엘 카레르(Emmanuel Carrère, 1957년 12월 9일 ~ )는 프랑스의 소설가이다. 또한 극작가이기도 하고 영화감독이기도 하다.

## 생애
그는 1958년 파리에서 루이 카레르 디카소세(Louis Carrère d'Encausse)의 아들로 태어났다. 그의 어머니는 러시아사를 전공한 프랑스의 정치역사학자이자 프랑스 한림원인 아카데미 프랑세즈의 회원인 헬렌 카레르 드카소세(Hélène Carrère d'Encausse)이다.

## 작품 세계
1986년 소설 『콧수염』을 발표하면서 몽상과 현실을 교묘하게 교차시키는 특이한 작가로 일약 주목을 받기 시작했다. 존 업다이크는 이 작품에 <멋지고, 번득이며, 냉혹한 작품>이라는 찬사를 보냈고, 르 몽드는 그에게 <문학의 천재>라는 칭호를 부여했다.
이후 『겨울 아이』로 1995년 프랑스의 3대 문학상 중 하나인 페미나상을 받으면서 전세계 독자들에게 알려졌고 <프랑스를 대표하는 젊은 작가>로 극찬을 받았다. 아이가 어른의 세계에 발을 들을 때 겪는 무자비한 과정을 가슴아프게 상기시키는 이 작품은 클로드 밀러 감독의 동명 영화로도 제작되어 칸 영화제 심사 위원상을 받기도 했다.
2000년 발표한 『적』은 장클로드 로망이라는 실존 인물의 가공할 만한 사기 행각, 엽기적인 범죄를 다루고 있다. 작가가 사건에 매료되어 범죄자에게 편지를 쓰고 작품화의 의도를 밝힌 후 그의 재판에도 참석하고 범인의 행적을 그대로 추적해 간다.
2009년 발표한 『나 아닌 다른 삶』은 모든 문장에 진실이 배어 있는 문학적 다큐멘터리로, 평범한 이웃의 비범한 비극을 관조에 가까운 시선을 그려 내어 감동을 던진다. 제목이 암시하듯 카레르는 작가의 에고를 내려 놓고 타자의 목소리를 온전히 전하는 통로로 자신을 내놓으며, 문학의 새로운 역할을 선언한다. 르 몽드, 르 피가로, 리베라시옹 등 프랑스 주요 일간지로부터 호평을 받으며 베스트셀러가 된 작품이다.
눈속임의 전문가이며 괴기담의 대가이자 '가정법'의 소설가인 그는 자기 작품의 주인공들을 비극 아닌 비극에 빠뜨려 처참하게 파멸시키는 냉정한 작가로 유명하다. 하지만 그는 단순한 사디스트적인 작가가 아니다. 그는 소설을 통해서, 허구가 현실을 능가하고, 이성이 상상 앞에서 흔들리고, 부조리 앞에서 논리가 굴복되며 익살이 비극에 잠식당하는 정확한 시점, 그 민감한 경계 지점을 날카롭게 보여 주려 한다. 그래서 그의 소설 속에는 가해자와 피해자의 경계 또한 아슬아슬하다.

## 작품 및 수상 내역
- 『베르너 헤어조크』(1982)
- 『재규어의 친구』(1983)
- 『용기』(1984) 파시옹 상(1984), 보카시옹상(1985) 수상
- 『콧수염』(1986)

열린책들(2001) 전미연 옮김｜ISBN 978-89-329-0347-7
- 『베링 해협』(1986) SF 대상, 발레리 라브로상 수상(1986)
- 『용기』(1986)
- 『안전 지대』(1988) 클레베르 헤덴스상 수상(1988)
- 『나는 살아 있고 당신들은 죽었다:필립 K. 딕의 전기』(1993)
- 『겨울 아이』(1995) 페미나상 수상(1995)

열린책들(2001) 전미연 옮김｜ISBN 978-89-329-0348-4
- 『적』(2000)

열린책들(2005) 윤정임 옮김｜ISBN 978-89-329-0604-1
- 『러시아 소설』(2007)
- 『나 아닌 다른 삶』(2009)

열린책들(2011) 전미연 옮김｜ISBN 978-89-329-1099-4
- 『리모노프』(2011) 르노도상, 2011년 문학 대상(주요 문학상 수상작 중 최고작), 2012 글로브 드 크리스탈 문학상 수상, 르 푸앵, 리르지 <올해의 책>
- 2011 프랑스어 작가상 수상